# Tenggaraparadismonark
Tenggaraparadismonark (Terpsiphone floris) är en fågelart i familjen monarker inom ordningen tättingar.

## Utbredning och systematik
Fågeln förekommer i Små Sundaöarna och delas in i två underarter med följande utbredning:
- T. f. floris – öarna Sumbawa, Flores, Besar, Lembata, Pantar och Alor
- T. f. sumbaensis – Sumba

Den kategoriserades tidigare som en del av Terpsiphone affinis, men urskiljs sedan 2016 som egen art av IUCN och BirdLife International, sedan 2021 även av tongivande International Ornithological Congress (IOC).

## Status
Arten har ett stort utbredningsområde och beståndet anses vara stabilt. Internationella naturvårdsunionen IUCN listar den därför som livskraftig (LC).